# Hyperaspis
Hyperaspis је род тврдокрилаца из породице бубамара (Coccinellidae). Садржи више од 100 описаних врста.

## Погледајте и
- Списак врста у роду Hyperaspis

## Допунска литература
- Fürsch, Helmut (1990). „Valid genera and subgenera of Coccinellidae” (PDF). Coccinella. 2 (1): 7—18. ISSN 0935-8196.
- Lobl, I.; Smetana, A., ур. (2007). Catalogue of Palaearctic Coleoptera, Volume 4: Elateroidea - Derodontoidea - Bostrichoidea - Lymexyloidea - Cleroidea - Cucujoidea. Apollo Books. ISBN 978-8788757675.